# Medizinische Zentralbibliothek Magdeburg
Die Medizinische Zentralbibliothek (MZB) ist eine Abteilung der Universitätsbibliothek der „Otto-von-Guericke-Universität“ Magdeburg und auf dem Campus der Medizinischen Fakultät untergebracht, welcher auch das Universitätsklinikum beherbergt.
Ihre Aufgabe besteht in der Versorgung der Studierenden, Forschenden, Angestellten und Lehrenden der Universität, des Universitätsklinikums und anderen medizinisch interessierten Personen mit Literatur, Medien und Informationen sowie in der damit einhergehenden Unterstützung der Krankenversorgung.

## Geschichte
Im Jahr 1959 wurde eine zentrale wissenschaftliche Bibliothek für die Medizinische Akademie Magdeburg, im Gebäude des zentralen Hörsaals eröffnet. Bereits davor wurde mit dem Aufbau einer Lehrbuchsammlung begonnen und kleinere Handbestände waren in den Instituten vorhanden.

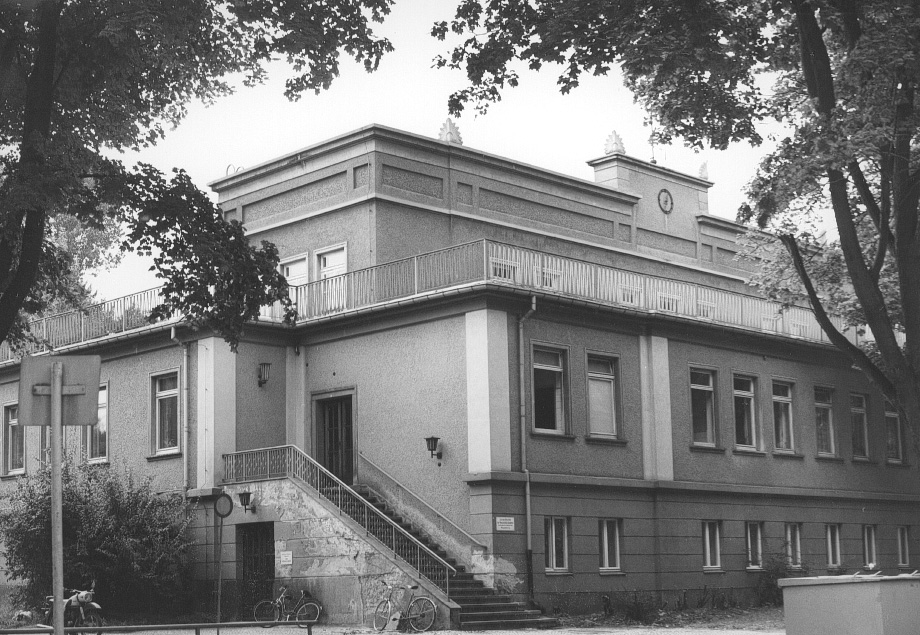
Universität Magdeburg, Haus 22, Zentraler Hörsaal. Erster Standort der Bibliothek der Medizinischen Zentralbibliothek. Foto von 1959.

Die zentrale Bibliothek übernahm ab diesem Zeitpunkt die Erwerbung und Katalogisierung der Bestände der kompletten Akademie. In den ersten zehn Jahren nach der Hochschulgründung wuchs der Bestand auf insgesamt 26991 Bände. Im Jahr 1973 waren es bereits 82570 Bände. Die Bibliothek nimmt seitdem an der Fernleihe teil und übernahm 1969 als erste Hochschulbibliothek der DDR Aufgaben einer medizinischen Bezirksbibliothek. Damit war sie für die fachliche Anleitung des Personals der Fachbibliotheken und für die internationale Literatur- und Informationsversorgung verantwortlich.
Das starke Anwachsen der Bestände machte in den 1980er Jahren mehr räumliche Kapazitäten erforderlich. Mit der Fertigstellung der neuen Zentralküche incl. Mensa bekam auch die zentrale Bibliothek 1985 ein neues Refugium. Nach und nach wurden der Bibliothek mehr Räumlichkeiten des Mensagebäudes zugesprochen.
Im Jahr 1987 wurde eine Kooperation zwischen der zentralen Bibliothek und dem Institut für Neurobiologie und Hirnforschung der wissenschaftlichen Akademie der DDR vereinbart. Diese Vereinbarung vereinte die Bestände einiger Institutsbibliotheken der Medizinischen Akademie Magdeburg mit denen des Instituts für Neurobiologie zur Gemeinsamen Bibliothek Theoretischer Institute.
Im darauf folgenden Jahr wurde auf Grundlage eines dateibasierten Datenbankmanagementsystems mit der computergestützten Erfassung der Bestände begonnen. Mit dem Beginn der 1990er Jahre und der politischen Wende wurde die technische Ausstattung der zentralen Bibliothek modernisiert. Unter anderem wurden ein CD-ROM-Server und ein campusinternes PC-Netz mit Anschluss an das Deutsche Forschungsnetz eingerichtet. Im Jahre 1993, mit dem Zusammenschluss von drei Magdeburger Hochschulen zur Volluniversität, wurde die zentrale medizinische Bibliothek Teil der Universitätsbibliothek und in „Medizinische Zentralbibliothek“ umbenannt. In dieser Zeit startete die MZB mit der Verbundfernleihe und der kooperativen Katalogisierung und Sacherschließung im Gemeinsamen Bibliotheksverbund.
Im Verlauf der 1990er Jahre wurden die Angebote und bibliothekarischen Arbeitsabläufe, beispielsweise die Ausleihverbuchung und Zeitschriftenverwaltung, der MZB weiter automatisiert. Unter anderem kamen ein Selbstverbuchungsautomat und öffentliche Internetarbeitsplätze dazu. Zudem wurde der Freihandbereich vergrößert und ein Internetauftritt für die Bibliothek eingerichtet.
Im darauf folgenden Jahrzehnt erweiterten sich die elektronischen Angebote der MZB. Zudem wurde die Anzahl der Leseplätze erhöht, die technische Ausstattung erneuert, bargeldloser Zahlungsverkehr für Drucke und Kopien eingeführt, Internetnutzung für private Notebooks ermöglicht und die Öffnungszeiten verlängert. Seit 2006 organisiert die Bibliothek regelmäßig öffentliche Lesungen und Ausstellungen.
Ab 2012 wurden durch Baumaßnahmen weitere Einzelarbeitsplätze, vier Gruppenarbeitsräume für POL (Problemorientiertes Lernen) geschaffen und die Bibliothek weiter modernisiert. Seitdem finden zur Prüfungszeit elektronische Klausuren im Lesesaal statt. Die MZB ist in den sozialen Medien (Facebook, Twitter) vertreten.

## Bestand und Nutzung

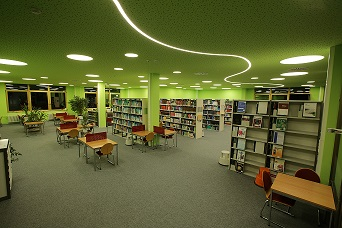

Die MZB arbeitet nach dem Prinzip der „hybriden Bibliothek“. Dies bedeutet „die Integration von digitalen und nicht digitalen Ressourcen und Dienstleistungen in einem realen Raum und die Schaffung der technischen Infrastruktur für die 24/7-Nutzung online verfügbarer Medien.“
Die MZB stellt Medien und Literatur sowohl im klassischen Sinne, also physisch in den Räumen der Bibliothek und zur Ausleihe als auch digital und damit ortsunabhängig zur Verfügung. Im Jahr 2010 verfügte die MZB über ca. 243000 gedruckte Bücher und Zeitschriften, 25500 E-Journals, 1500 E-Books und Datenbanken und ca. 3700 andere Medien.
Zur Nutzung zugelassen werden, neben Studierenden und Angehörigen der Universität, auch Personen, die das 16. Lebensjahr vollendet und einen Wohnsitz in der Bundesrepublik Deutschland haben.

## Zweigstellen
Die MZB Magdeburg hat verschiedene Zweigstellen in Instituten und Kliniken der Medizinischen Fakultät und der Universitätsklinik.
 Außerdem gehört die Bibliothek des Ausbildungszentrums für Gesundheitsfachberufe in Magdeburg zur Medizinischen Zentralbibliothek.